# フッ化ストロンチウム
フッ化ストロンチウム（ふっかストロンチウム、Strontium fluoride）は、ストロンチウムとフッ素からなる塩である。組成式は SrF2。イオン性で、水に溶ける。エタノールにも可溶。 明るい赤色の炎色反応を示す。室温で安定な白色の結晶である。

## 合成
フッ化ストロンチウムは、炭酸ストロンチウムとフッ化水素酸と反応させることによって得られる。
{\displaystyle {\ce {SrCO3\ + 2HF -> SrF2\ + CO2\ + H2O}}}
また、塩化ストロンチウムとフッ素を反応させることによっても得ることができる

## 用途
レンズのコーティングに用いられる場合がある。

## 注意
吸入または摂取は人体に有害である。また、熱や酸等との反応によって有毒なフッ化水素や酸化ストロンチウム等発生させる恐れがある。